# Boris Samuilowitsch Mitjagin

Boris Mitjagin (rechts) mit Plamen Djakov, Oberwolfach 2010

Boris Samuilowitsch Mitjagin (russisch Борис Самуилович Митягин, englische Transkription Boris Samuel Mityagin; * 12. August 1937 in Woronesch) ist ein russisch-US-amerikanischer Mathematiker.
Mitjagin wurde 1961 bei Georgi Jewgenjewitsch Schilow an der Lomonossow-Universität promoviert und habilitierte sich 1963 (russischer Doktortitel). Er war am Zentralen Ökonomischen Institut der Sowjetischen Akademie der Wissenschaften. 1979 wurde er Professor an der Ohio State University.
Er befasst sich mit Funktionalanalysis und mathematischer Physik (Spektrum von Schrödinger- und Diracgleichung).
1966 war er eingeladener Sprecher auf dem Internationalen Mathematikerkongress in Moskau (mit Aleksander Pełczyński: Nuclear operators and approximative dimension).
1960 erhielt er den Preis der Moskauer Mathematischen Gesellschaft. Er ist Fellow der American Mathematical Society.

## Schriften (Auswahl)
- Approximate dimension and bases in nuclear spaces, Russian Mathematical Surveys, Band 16, 1961, S. 59–127
- mit A. S. Shvarts: Functors in categories of Banach spaces, Russian Mathematical Surveys, Band 19, 1964, S. 65–127
- An interpolation theorem for modular spaces, Matematicheskii Sbornik, Band 108, 1965, S. 473–482
- The homotopy structure of the linear group of a Banach space, Russian Mathematical Surveys, Band 25, 1970, S. 59–103
- Equivalence of bases in Hilbert spaces, Studia Mathematica, Band 37, 1971, S. 111
- mit G. M. Henkin: Linear problems of complex analysis, Russian Mathematical Surveys, Band 26,  1971, S. 99–164
- Notes on mathematical economics, Russian Mathematical Surveys, Band 27, 1972, S. 1–19
- mit M. I. Kadets: Complemented subspaces in Banach spaces, Russian Mathematical Surveys, Band 28, 1973, S. 77–95
- mit E. M. Semenov: Lack of interpolation of linear operators in spaces of smooth functions, Mathematics of the USSR-Izvestiya, Band 11, 1977, S. 1229–1266
- mit I. Aharoni, B. Maurey: Uniform embeddings of metric spaces and of Banach spaces into Hilbert spaces, Israel Journal of Mathematics, Band 52, 1985, S., 251–265
- mit Thomas Kappeler: Estimates for periodic and Dirichlet eigenvalues of the Schrödinger operator, SIAM journal on mathematical analysis, Band 33, 2001, S. 113–152
- Spectral expansions of one-dimensional periodic Dirac operators, Dyn. Partial Diff. Eq., Band 1, 2004, S. 125–191
- mit Plamen Djakov: Instability zones of periodic 1-dimensional Schrödinger and Dirac operators, Russian Mathematical Surveys, Band 61, 2006, S.  663